# Falko Zandstra
Falko Zandstra (Heerenveen, 27 de diciembre de 1971) es un deportista neerlandés que compitió en patinaje de velocidad sobre hielo. 
Participó en dos Juegos Olímpicos de Invierno, obteniendo dos medallas, plata en Albertville 1992, en la prueba de 5000 m, y bronce en Lillehammer 1994, en 1500 m.
Ganó dos medallas en el Campeonato Mundial de Patinaje de Velocidad sobre Hielo, oro en 1993 y plata en 1992, y cinco medallas en el Campeonato Europeo de Patinaje de Velocidad sobre Hielo entre los años 1992 y 1997.

## Palmarés internacional
| Juegos Olímpicos   | Juegos Olímpicos          | Juegos Olímpicos  | Juegos Olímpicos      |
| Año                | Lugar                     | Medalla           | Prueba                |
| ------------------ | ------------------------- | ----------------- | --------------------- |
| 1992               | Albertville (Francia)     | Medalla de plata  | 5000 m                |
| 1994               | Lillehammer (Noruega)     | Medalla de bronce | 1500 m                |
| Campeonato Mundial |                           |                   |                       |
| Año                | Lugar                     | Medalla           | Prueba                |
| 1992               | Calgary (Canadá)          | Medalla de plata  | Clasificación general |
| 1993               | Hamar (Noruega)           | Medalla de oro    | Clasificación general |
| Campeonato Europeo |                           |                   |                       |
| Año                | Lugar                     | Medalla           | Prueba                |
| 1992               | Heerenveen (Países Bajos) | Medalla de oro    | Clasificación general |
| 1993               | Heerenveen (Países Bajos) | Medalla de oro    | Clasificación general |
| 1994               | Hamar (Noruega)           | Medalla de bronce | Clasificación general |
| 1995               | Heerenveen (Países Bajos) | Medalla de plata  | Clasificación general |
| 1997               | Heerenveen (Países Bajos) | Medalla de bronce | Clasificación general |